# BATTeRS
BATTeRS（バッターズ）は日本人による小惑星観測プロジェクト。BATTeRSはBisei Asteroid Tracking Telescope for Rapid Surveyの略称であり、主に美星スペースガードセンターで活動を行っている。
日本スペースガード協会によって2000年に設立され、浦田武が参加していたほか、現在は浅見敦夫、中野主一、デイヴィッド・アッシャーなどが参加している。
(36782)岡内尊重などの多くの小惑星を2010年までに429個見つけているほか、後に周期75.9年の周期彗星と判明したバッターズ彗星（BATTeRS彗星、C/2001 W2）なども発見している。

## 註
1. ↑  “Minor Planet Discoverers”.  IAU Minor Planet Center. 2017年1月24日閲覧。